# Montegrosso (Andria)
Montegrosso is een plaats (frazione) in de Italiaanse gemeente Andria.